# Sandamías
Sandamías ist eines von 15 Parroquias in der Gemeinde Pravia der autonomen Region Asturien in Spanien.
 Die 67 Einwohner (2011) leben in drei Dörfern auf einer Fläche von 2,91 km². Sandamías, der Hauptort der gleichnamigen Parroquia liegt 7 km von der Gemeindehauptstadt entfernt.

## Dörfer und Weiler im Parroquia
- Perzanas – 14 Einwohner 2011 43° 27′ 57″ N, 6° 8′ 31″ W
- Sandamías – 47 Einwohner 2011 43° 27′ 4″ N, 6° 9′ 49″ W
- Villagonzay (Villagonzáy) – 6 Einwohner 2011 43° 27′ 39″ N, 6° 8′ 51″ W